# Naujan-et-Postiac
Naujan-et-Postiac – miejscowość i gmina we Francji, w regionie Nowa Akwitania, w departamencie Żyronda.
Według danych na rok 1990 gminę zamieszkiwało 520 osób, a gęstość zaludnienia wynosiła 47 osób/km² (wśród 2290 gmin Akwitanii Naujan-et-Postiac plasuje się na 699. miejscu pod względem liczby ludności, natomiast pod względem powierzchni na miejscu 994.).